# ろぼっ子ビートン
『ろぼっ子ビートン』（ろぼっこビートン）は、1976年10月12日から1977年9月27日までTBS系列局で放送されていた大隅正秋原作のテレビアニメである。東北新社と東急エージェンシーの共同製作。創映社（現・バンダイナムコフィルムワークスのサンライズブランド）がアニメーション制作を担当。

## 概要
サンライズの飯塚正夫によると「『オバケのQ太郎』と『ドラえもん』を足して2で割ったような純粋に子供向けの作品」になったのが本作である。基本的には30分中、AパートとBパートそれぞれ1話ずつ、計2話を放送する方式。第19話・第37話・第38話・第40話・第41話・第50話のみが30分1話構成になっている。
原作・監督・作詞は『ルパン三世』の初代監督で知られる大隅正秋が担当（ギャグアニメではモノクロ版『オバケのQ太郎』『パーマン』『怪物くん』の演出で実績がある）。企画書補遺、キャラ表、ゲスト・キャラクターデザイン、作画監督は『機動戦士ガンダム』で知られる安彦良和が担当した。

## ストーリー
日本に住むマーちゃんの元に、アメリカのおじさんから組み立て式のロボットが送られてきた。マーちゃんは町の発明おじさんのノーベルさんに早速組み立てもらったが、ついうっかり他の部品を混ぜてしまったり、回路を間違えてつなげたりとメチャメチャになってしまう。しかしその結果、自分の意思を持ち、2頭身だがロケット噴射で空も飛ぶことができ、怪力を誇る高性能ロボット「ビートン」が完成した。
ビートンとマーちゃん、そのガールフレンドのうらら、いい年をした親爺なのにガキ大将という「ガキおやじ」、その子分である「ガキレンジャー」、ガキおやじがビートンに対抗して作ったロボット「ブリキン」や、かわいこちゃんロボットのネンネンもとりまぜ、ドタバタコメディを繰り広げる。

## 登場キャラクター

### ビートンと中村家
ビートン
声 - （初代#1 - #25）桂玲子、（二代目#26 - ）白石冬美
アメリカ製の組み立て式ロボット。マーちゃんや町の発明家ノーベルさんの手によって組み立てられるが、余計な部品を組み込んだり回路を間違って繋げてしまい、本来の無機質で機械的なプログラム、格好良い外観に仕上がるはずのロボットとは違う「ビートン」が偶然にも誕生してしまった。
背丈は児童と同程度、人間のように言葉を話し、ご飯も食べる。脚部を収納し、ロケット推進で飛行出来、足裏からビートンキャタピラを出して走行もできる。最高出力は10馬力。2桁までの計算ができ、このとき目玉部分に数字が表示される。水に弱く、一滴の水の雫が自身の体に付いただけで錆に侵されて動けなくなる（そのため、後にノーベルさんから専用の防水コートを作ってもらうというエピソードがあった）。他に、空を飛ぶためのロケット燃料が3分しか保たないこと、そして本来ビートンを操作するためのリモコンが弱点。リモコンはマーちゃんから取り上げて、自分の腹にある引き出しにしまっている。ネンネンが大好き。
エネルギー源は電気とも考えられ、家庭用100V電源で充電する場面もある。
マーちゃん（中村 正男）
声 - 杉山佳寿子
ビートンを所有している小学生の男の子。しかし、ビートンが人間のように感情を有していることもあり、家族に対する感情と同じように接している。ビートンの親友。サンバイザーとオーバーオールをいつも着用している。一応ダメな子設定だが、物語を見る限りはしっかりものの面も、特に後半にそういう面が見られることから物語とともに成長していった感じ。うららちゃんが大好き。
トン子
声 - 北川知絵、（二代目）鈴木れい子
マーちゃんの妹。マーちゃんやビートンの失敗やイタズラをすぐママに告げ口する。腕を後ろで組んでいる立ちポーズでいることが多く、そのまま真横に移動したりする。
ネンネンが登場するまでは、ヒロインうららの次の二番手の女子キャラとして出てたが、ネンネンの登場とともに、ほとんど出番がなくなった。
お父さん
声 - 徳丸完
恰幅の良い、怒ると怖いお父さんだが、頼りになる面も。
お母さん
声 - 弥永和子、（二代目）千々松幸子
お父さんと共にビートン達が起こす騒動に迷惑させられているが、ビートンを家族同様に思っている。

### 街の人たちとロボット
うららちゃん
声 - 小山まみ
マーちゃんと同い年の美少女。長い髪をポニーテールにして大きなリボンであしらっている。
両親は仕事の都合で海外に住んでいる。ガキオヤジの家で暮らすことになったために引っ越してきた。ガキオヤジを「おじさま」と呼んでいるが、ガキオヤジが彼女の親戚なのか知人なのかまでは明らかにされていない。ネンネンに興味を示したマーちゃんに嫉妬したことがある。
ノーベルさん
声 - 市川治
近所に住む町の発明家。マーちゃんの依頼でビートンを組み立てた。ビートンに余計な部品などを組み込んで感情などを持たせた張本人。そして修理できる唯一の人物でもある。
ガキオヤジ
声 - 永井一郎
近所に住むいじめっ子のガキ大将だが中年男性。子分のガキレンジャーをひきつれている。語尾に「・・・だぞい。」という独特の言い回しをする。幼少の頃から常に同一のデザインの赤いフリッツヘルメットを被っており、軍服にマントといういでたちで、丸眼鏡をかけチョビ髭を生やしている。うららを溺愛しており、ネンネンを分解したがっている。ビートンや正男のライバルであり、しょっちゅうケンカばかりしているが、ビートンを助けたこともある。ビートンに対抗してブリキンを作った。途中から毎回番組最後に「今週の教訓」を講談調で語る。後期にはお鍋を叩いて「今週の教訓…分かった人は手を挙げてーっ！」で締める。実は超大金持ち。うららは「おじさま」と呼んでいるが、うららの両親が来たときにはよそよそしい他人行儀なやりとりをしていたことから、親戚縁者、はたまた知人なのか、真相は分からずじまいのままである。
赤いフリッツヘルメットを常に被る理由について、推察するエピソードがある。その真相は、最終話で明らかとなる。
ブリキン
声 - たてかべ和也
ガキオヤジがビートンに対抗して作ったロボット。「ドイツ製」と語られているので作ったというよりは輸入して組み立てたようである。ビートンよりもはるかに巨大で無骨な外観、怪力（馬力）を誇る。高性能を謳っていたはずだが、知能レベルは低い。ドイツ製であるゆえ、当初は日本語を話せなかった。ビートン同様脚部を収納してロケット推進で空を飛べる。幼年・少年誌に掲載された漫画版では何故か足首のみを収納して複列ロケット噴射していた。
ビートンを可愛いロボットに惚れさせて手玉に取るハニートラップ作戦をガキオヤジが掲げた際、一時女装改造（変装）させられていた。この時に日本言語のユニットを装着され、日本語を話すことができるようになった。日本語を話せるようになってからの一人称は主に「ボクちゃん」である。女装改造の後遺症で、たまにオネエ言葉を発することがある。ビートンとはいつもケンカしているが、実は仲良しのケンカ友達。他にも優しい一面を覗かせるエピソードがいくつかある。
ネンネン
声 - 平井道子
第24話「ネンネンは裸でごめんネ」から登場した美少女ロボット。マリリン・モンローをモチーフとした、お色気を意識したデザイン。アメリカからやってきた。空を飛ぶことも可能。
紅く染まった唇や色っぽい目つきが特徴的。頻繁に裸になるシーンが多く、乳房や乳首も描写されている。普段はパンティが見え隠れするマイクロミニのセーラー襟のワンピースに真っ赤なブーツ、休むときにはベビードールを着用。
持ち歩いている大きなトランクは、ネンネンを収納できるサイズ。身を丸くして休むこともでき、開くとシャワールームにもなる。シャワーや水浴びが大好きで、いつでもどこでも服を脱ぎ捨てて裸になり行水をするため、ビートンやブリキンをはじめ、人間のマーちゃん、ガキオヤジたちもどぎまぎしてしまう。左腰についているスイッチを押すとパンティが消え、お尻の右側にある注入口にエネルギー補給機を挿入し補給する。スーツケースに保管されていたが、機動性を考えてビートンが預かり、お腹の引き出しに収納している。補給の際、「早く〜」「とっても気持ちいいわ〜ん」と妙に艶かしい発言をする。
なお、中盤から登場するお色気キャラクターの推敲にあたって、作画の安彦およびスタッフ数人が近所のストリップ劇場に視察に行った。後にそのことがバレ、女性スタッフから冷遇されたという。
ガキレンジャー〔ゴマスリ、ポカ、ナニヤラ〕
声 - 鈴木清信（ポカ）、麻上洋子（ゴマスリ）、水鳥鉄夫→千葉繁（ナニヤラ）
ガキオヤジがひきつれている三人組。三人とも普通の小学生の男子である。ガキオヤジを「おやじ様」と呼ぶ。

## スタッフ
- 原作 - 大隅正秋・飛行船企画
- プロデューサー - 渋江靖夫（創映社）、松島忠（東急エージェンシー）、忠隈昌（TBS）
- 音楽 - 藤沢守
- 監督 - 大隅正秋
- 文芸 - 鶴見和一
- キャラクターデザイン - 飛行船企画、安彦良和
- 美術監督 - 半藤克美、宮本清司、中村光毅、東条俊寿
- 撮影監督 - 佐野征彦
- 音響監督 - 山崎あきら
- 音響制作担当 - 沼田かずみ
- 効果 - 片岡陽三
- 録音 - 飯塚秀保
- 撮影 - 旭プロダクション
- 編集 - 鶴渕友彰
- 現像 - 東京現像所
- 作画制作 - 八幡正
- 制作デスク - 長谷川徹
- 制作進行 - 芝野達弥、津田千潮、豊住政弘、依田要、今井広美、東一郎 他
- 制作 - 東北新社、東急エージェンシー

## 音楽
オープニングテーマ - 「わたしのビートン」
作詞 - 大隅正秋 / 作曲・編曲 - 川口真 / 唄 - 大和田りつ子
エンディングテーマ - 「なぜ？なぜ？ビートン」
作詞 - 大隅正秋 / 作曲・編曲 - 川口真 / 唄 - 大和田りつ子・劇団こまどり
劇中歌 - 「まっ赤な耳たぶ」
作詞 - 麻生香太郎 / 作曲 - 三木たかし / 編曲 - 船山基紀 / 唄 - 吉田真梨

## 各話リスト
基本的に2本立てだが、稀に1本立てとなる回もある。各話の冒頭でサブタイトルの表示と読み上げが行なわれるが、1本立ての回はサブタイトルが長いため、バックに流れる音楽は長いバージョンのものが使われた。
再放送時や地方局では前半・後半パートで区切り15分番組として放送されていたこともある。
| 回 | 話数 | サブタイトル                          | 脚本       | 絵コンテ     | 演出       | 作画監督          | 放送日          |
| -- | ---- | ------------------------------------- | ---------- | ------------ | ---------- | ----------------- | --------------- |
| 1  | 1    | ジャーンと誕生!!                      | 吉田喜昭   | 古川司       | 立花遊     | 安彦良和          | 1976年 10月12日 |
| 1  | 2    | バタバタお手伝い                      | 金子裕     | 古川司       | 立花遊     | 安彦良和          | 1976年 10月12日 |
| 2  | 3    | 決戦ガラクタ広場                      | 金子裕     | 奥田誠治     | 出﨑哲     | 安彦良和          | 10月19日        |
| 2  | 4    | あの子にドキドキ                      | 吉田喜昭   | 奥田誠治     | 出﨑哲     | 安彦良和          | 10月19日        |
| 3  | 5    | トベトベ大空中戦                      | 四辻たかお | 安彦良和     | 小林三男   | 安彦良和          | 10月26日        |
| 3  | 6    | ヘトヘト!?誕生日                      | 吉田喜昭   | 遠岩太       | 小林三男   | 安彦良和          | 10月26日        |
| 4  | 7    | とんだアルバイト                      | 金子裕     | 池野文雄     | 立花遊     | 安彦良和          | 11月2日         |
| 4  | 8    | ブリキンのお母さん                    | 松岡清治   | 坂口尚       | 立花遊     | 安彦良和          | 11月2日         |
| 5  | 9    | 出た！大強敵ロボ                      | 鈴木良武   | 安彦良和     | 佐久司     | 安彦良和          | 11月9日         |
| 5  | 10   | メタメタ決闘が原                      | 鈴木良武   | 安彦良和     | 佐久司     | 安彦良和          | 11月9日         |
| 6  | 11   | 学校行き大レース                      | 金子裕     | 奥田誠治     | 立花遊     | 安彦良和          | 11月16日        |
| 6  | 12   | おふろ屋の大海戦                      | 吉川惣司   | 富野喜幸     | 立花遊     | 安彦良和          | 11月16日        |
| 7  | 13   | ドッキリ!?ゴリラ                      | 四辻たかお | 池野文雄     | 四辻たかお | 安彦良和          | 11月23日        |
| 7  | 14   | 泣くな！ロボくん                      | 吉川惣司   | 奥田誠治     | 四辻たかお | 安彦良和          | 11月23日        |
| 8  | 15   | ハクション大作戦                      | 金子裕     | 坂口尚       | 佐久司     | 安彦良和          | 11月30日        |
| 8  | 16   | テストは（秘）大作戦                  | 松岡清治   | 磯浜太郎     | 佐久司     | 安彦良和          | 11月30日        |
| 9  | 17   | あこがれのデート                      | 吉川惣司   | 朝戸澄子     | 立花遊     | 安彦良和          | 12月7日         |
| 9  | 18   | ワンワン大捜査網                      | 金子裕     | 安彦良和     | 立花遊     | 安彦良和          | 12月7日         |
| 10 | 19   | 走れビートンカー                      | 金子裕     | 高橋良輔     | 四辻たかお | 安彦良和          | 12月14日        |
| 10 | 20   | 逃げろ!!ワニくん                      | 吉川惣司   | 坂田ゆう     | 四辻たかお | 安彦良和          | 12月14日        |
| 11 | 21   | テレビ局で大騒ぎ                      | 金子裕     | 石黒昇       | 佐久司     | 安彦良和          | 12月21日        |
| 11 | 22   | 三人のサンタさん                      | 松岡清治   | 朝戸澄子     | 佐久司     | 安彦良和          | 12月21日        |
| 12 | 23   | メロメロ大そうじ                      | 松岡清治   | やひろあさひ | 立花遊     | 安彦良和          | 1977年 1月4日   |
| 12 | 24   | 紅白もちつき合戦                      | 吉川惣司   | 坂田ゆう     | 立花遊     | 安彦良和          | 1977年 1月4日   |
| 13 | 25   | 年の初めの大暴れ                      | 吉川惣司   | 高橋良輔     | 四辻たかお | 安彦良和          | 1月11日         |
| 13 | 26   | 見た！初夢大公開                      | 松岡清治   | 安彦良和     | 四辻たかお | 安彦良和          | 1月11日         |
| 14 | 27   | ブルブルがまん会                      | 金子裕     | 坂田ゆう     | 佐久司     | 安彦良和          | 1月18日         |
| 14 | 28   | 秘密の小犬ちゃん                      | 吉川惣司   | 小林三男     | 佐久司     | 竹内留吉          | 1月18日         |
| 15 | 29   | ウキウキお見合い                      | 多地映一   | 立花遊       | 立花遊     | 福田皖            | 1月25日         |
| 15 | 30   | 円盤だ！全員集合                      | 吉川惣司   | 高橋良輔     | 立花遊     | 安彦良和          | 1月25日         |
| 16 | 31   | 先生Uターン作戦                       | 金子裕     | 坂田ゆう     | 四辻たかお | 安彦良和          | 2月1日          |
| 16 | 32   | それ行け！宝捜し                      | 吉田喜昭   | 安彦良和     | 四辻たかお | 清山滋崇          | 2月1日          |
| 17 | 33   | 感激！涙の演奏会                      | 吉田喜昭   | 石黒昇       | 石黒昇     | 坂口尚            | 2月8日          |
| 17 | 34   | 爆笑！SL大発進                        | 多地映一   | 石黒昇       | 石黒昇     | 遠藤克己          | 2月8日          |
| 18 | 35   | 混乱！雪国超特急                      | 金子裕     | 福富博       | 福富博     | 竹内留吉          | 2月15日         |
| 18 | 36   | 出動！雪山捜索隊                      | 金子裕     | 福富博       | 福富博     | 竹内留吉          | 2月15日         |
| 19 | 37   | 白い雲にのりたかったあの子の風船くん  | 吉川惣司   | 出﨑哲       | 出﨑哲     | 安彦良和          | 2月22日         |
| 20 | 38   | 特訓！バレエ教室                      | 金子裕     | 立花遊       | 立花遊     | 安彦良和          | 3月1日          |
| 20 | 39   | 友情！ブリキンの涙                    | 松岡清治   | 高橋良輔     | 立花遊     | 安彦良和          | 3月1日          |
| 21 | 40   | 流しビナのゆくえ                      | 吉田喜昭   | 四辻たかお   | 四辻たかお | 安彦良和          | 3月8日          |
| 21 | 41   | 笑うまでやるぞイ                      | 多地映一   | 安彦良和     | 四辻たかお | 安彦良和          | 3月8日          |
| 22 | 42   | 鯨も笑う釣り合戦                      | 松岡清治   | 石黒昇       | 研次郎     | 遠藤克己          | 3月15日         |
| 22 | 43   | ウソ発見器の謎!?                      | 多地映一   | 石黒昇       | 研次郎     | 坂口尚            | 3月15日         |
| 23 | 44   | 野球だ！大特訓!!                      | 松岡清治   | 立花遊       | 立花遊     | 安彦良和          | 3月22日         |
| 23 | 45   | 必殺ヨーヨー魔球                      | 松岡清治   | 高橋良輔     | 立花遊     | 安彦良和          | 3月22日         |
| 24 | 46   | 初恋㊙物語                            | 吉田喜昭   | 出崎哲       | 出崎哲     | 竹内留吉          | 3月29日         |
| 24 | 47   | ネンネンは裸でごめんネ                | 吉川惣司   | 出崎哲       | 出崎哲     | 遠藤克己          | 3月29日         |
| 25 | 48   | 危うし！ネンネン                      | 吉川惣司   | 四辻たかお   | 四辻たかお | 竹内留吉          | 4月5日          |
| 25 | 49   | 来たぞ！宇宙星人                      | 吉川惣司   | 安彦良和     | 四辻たかお | 安彦良和          | 4月5日          |
| 26 | 50   | 好き好きネンネン                      | 松岡清治   | とみの喜幸   | とみの喜幸 | 只野安彦          | 4月12日         |
| 26 | 51   | ブリキン大改造!?                      | 吉川惣司   | とみの喜幸   | とみの喜幸 | 坂口尚            | 4月12日         |
| 27 | 52   | あこがれの大変身                      | 金子裕     | 出崎哲       | 出崎哲     | 只野安彦          | 4月19日         |
| 27 | 53   | お手柄おるすばん                      | 金子裕     | 出崎哲       | 出崎哲     | 只野安彦          | 4月19日         |
| 28 | 54   | 秘密のラブレター                      | 松岡清治   | 四辻たかお   | 四辻たかお | 昆進之介          | 4月26日         |
| 28 | 55   | 怪しいガキおやじ                      | 金子裕     | 四辻たかお   | 四辻たかお | 清山滋崇          | 4月26日         |
| 29 | 56   | 鯉のぼり大空中戦                      | 吉田喜昭   | 出崎哲       | 出崎哲     | 只野安彦          | 5月3日          |
| 29 | 57   | 地上99mの大恐怖                       | 吉川惣司   | 出崎哲       | 出崎哲     | 只野安彦          | 5月3日          |
| 30 | 58   | またもらしたぞイ                      | 吉川惣司   | 立花遊       | 立花遊     | 只野安彦          | 5月10日         |
| 30 | 59   | ㊙美人コンテスト                      | 伊東恒久   | 立花遊       | 立花遊     | 只野安彦          | 5月10日         |
| 31 | 60   | ネンネンと家出！                      | 荒木芳久   | 四辻たかお   | 四辻たかお | 清山滋崇          | 5月17日         |
| 31 | 61   | 捜せ！犯人は誰だ                      | 加藤有芳   | 四辻たかお   | 四辻たかお | 遠藤克己          | 5月17日         |
| 32 | 62   | マンガは涙の物語                      | 金子裕     | とみの喜幸   | とみの喜幸 | 只野安彦          | 5月24日         |
| 32 | 63   | シンデレラごっこ                      | 吉川惣司   | とみの喜幸   | とみの喜幸 | 只野安彦          | 5月24日         |
| 33 | 64   | 花のロボサーカス                      | 荒木芳久   | 出崎哲       | 出崎哲     | 只野安彦          | 5月31日         |
| 33 | 65   | 泣き虫ガキおやじ                      | 金子裕     | 出崎哲       | 出崎哲     | 只野安彦          | 5月31日         |
| 34 | 66   | ロボット子守り唄                      | 伊東恒久   | 立花遊       | 立花遊     | 只野安彦          | 6月7日          |
| 34 | 67   | 赤ヘルの下の秘密                      | 金子裕     | 立花遊       | 立花遊     | 只野安彦          | 6月7日          |
| 35 | 68   | 激突プロレスの嵐                      | 伊東恒久   | 四辻たかお   | 四辻たかお | 只野安彦          | 6月14日         |
| 35 | 69   | ずっこけ!?吸血鬼                      | 吉川惣司   | 四辻たかお   | 四辻たかお | 昆進之介          | 6月14日         |
| 36 | 70   | ママをたずねて!?                      | 伊東恒久   | 西牧秀夫     | 西牧秀夫   | 只野安彦          | 6月21日         |
| 36 | 71   | どっちがギャング                      | 荒木芳久   | 西牧秀夫     | 西牧秀夫   | 只野安彦          | 6月21日         |
| 37 | 72   | プールに消えた大怪獣の謎を追ったら？  | 加藤有芳   | 出崎哲       | 出崎哲     | 只野安彦          | 6月28日         |
| 38 | 73   | 七夕の夜に天の川でネンネン星みつけた  | 吉田喜昭   | 立花遊       | 立花遊     | 只野安彦          | 7月5日          |
| 39 | 74   | 雨の日はだめよ！                      | 加藤有芳   | 四辻たかお   | 四辻たかお | 昆進之介          | 7月12日         |
| 39 | 75   | スリだ！御用だ！                      | 金子裕     | 四辻たかお   | 四辻たかお | 清山滋崇          | 7月12日         |
| 40 | 76   | ビートン戦車とガキおやじ軍艦の大戦闘  | 松岡清治   | 原田益次     | 原田益次   | 加藤茂 遠藤克巳   | 7月19日         |
| 41 | 77   | 南の島に行ってきた みんなの大航海日記 | 吉川惣司   | 坂田ゆう     | 坂田ゆう   | 只野安彦          | 7月26日         |
| 42 | 78   | メタメタ林間学校                      | 金子裕     | 四辻たかお   | 四辻たかお | 只野安彦          | 8月2日          |
| 42 | 79   | ビキニのネンネン                      | 伊東恒久   | 四辻たかお   | 四辻たかお | 坂口尚            | 8月2日          |
| 43 | 80   | ヒヤヒヤ肝だめし                      | 加藤有芳   | 西牧秀夫     | 西牧秀夫   | 只野安彦          | 8月9日          |
| 43 | 81   | アツアツがまん会                      | 吉川惣司   | 西牧秀夫     | 西牧秀夫   | 只野安彦          | 8月9日          |
| 44 | 82   | 叩け太鼓だ盆踊り                      | 荒木芳久   | 原田益次     | 原田益次   | 遠藤克巳          | 8月16日         |
| 44 | 83   | 狙われたビートン                      | 加藤有芳   | 原田益次     | 原田益次   | 加藤茂            | 8月16日         |
| 45 | 84   | ドッキリ恐竜時代                      | 加藤有芳   | 四辻たかお   | 四辻たかお | 只野安彦          | 8月23日         |
| 45 | 85   | ドーンと花火騒動                      | 吉田喜昭   | 四辻たかお   | 四辻たかお | 只野安彦          | 8月23日         |
| 46 | 86   | 宿題はまかすゾイ                      | 伊東恒久   | 坂田ゆう     | 坂田ゆう   | 昆進之介          | 8月30日         |
| 46 | 87   | ネンネン大ピンチ                      | 吉田喜昭   | 坂田ゆう     | 坂田ゆう   | 只野安彦          | 8月30日         |
| 47 | 88   | 地震をつかまえろ                      | 金子裕     | 四辻たかお   | 四辻たかお | 只野安彦          | 9月6日          |
| 47 | 89   | 台風の目玉の中は                      | 加藤有芳   | 四辻たかお   | 四辻たかお | 加藤茂            | 9月6日          |
| 48 | 90   | 山びこ捜し大作戦                      | 加藤有芳   | 原田益次     | 原田益次   | 只野安彦          | 9月13日         |
| 48 | 91   | ゲンコツの思い出                      | 吉田喜昭   | 原田益次     | 原田益次   | 只野安彦          | 9月13日         |
| 49 | 92   | ガキおやじ美術展                      | 荒木芳久   | 坂田ゆう     | 坂田ゆう   | 只野安彦          | 9月20日         |
| 49 | 93   | ロボットの目に涙                      | 加藤有芳   | 坂田ゆう     | 坂田ゆう   | 遠藤克己          | 9月20日         |
| 50 | 94   | さらばビートン！赤ヘル涙の㊙作戦      | 吉川惣司   | 四辻たかお   | 四辻たかお | 只野安彦 昆進之介 | 9月27日         |

## 放送局
※放送系列は放送当時のものとする。
| 放送対象地域   | 放送局        | 放送日時                  | 放送系列       | 備考                                                                                                 |
| -------------- | ------------- | ------------------------- | -------------- | --- |
|                | TBS系列計25局 | 火曜 19:00 - 19:30        | TBS系列        | |
| 秋田県         | 秋田放送      | 月曜 - 金曜 17:30 - 18:00 | 日本テレビ系列 | 本放送終了後、1978年頃に放送 ※秋田県にはTBS系列局が存在しない。                                      |
| 山形県         | 山形テレビ    | 月曜 - 金曜 6:25 - 6:40   | フジテレビ系列 | 本放送終了後、1981年頃に放送 ※放送当時、テレビユー山形は未開局。                                     |
| 富山県         | 富山テレビ    | 火曜 16:50 - 17:20        | フジテレビ系列 | 本放送終了後、1978年 - 1979年頃に放送 ※放送当時、チューリップテレビは未開局。                        |
| 福井県         | 福井テレビ    | 月曜 - 金曜 17:10 - 17:25 | フジテレビ系列 | 本放送終了後、1981年頃に放送 ※福井県にはTBS系列局が存在しない。                                      |
| 香川県・岡山県 | 瀬戸内海放送  | 月曜 - 金曜 18:10 - 18:25 | テレビ朝日系列 | 本放送終了後、1981年頃に放送 ※放送当時、香川県は山陽放送（岡山県・本放送当時に放送）の中継局設置前。 |
| 佐賀県         | サガテレビ    | 金曜 15:45 - 16:00        | フジテレビ系列 | 本放送終了後、2008年 - 2009年頃に放送。ただし放送されたのは一部のみ。 ※佐賀県は民放1局地域のため     |

## ビデオソフト・再放送
- 1990年代に[いつ?]バップから「ファースト・ファイナルシリーズ」として、第1話と最終話を収録したVHSソフトが発売された。
- 2000年、AT-Xで全話が放送された[6]。
- 2009年、ファミリー劇場で全話がHDリマスターを施された上で放送された。

## 漫画
- 小学一年生
  - 1976年11月号 - 1977年11月号 / 作画 - 方倉陽二
- 小学二年生
  - 1976年10月号 - 1977年3月号 / 作画 - 河合秀和
  - 1977年4月号 - 1977年11月号 / 作画 - 宮のぶなお
- 小学三年生
  - 1976年11月号 - 1977年11月号 / 作画 - 方倉陽二
- てれびくん
  - 1976年11月号 - 1977年11月号 / 作画 - 竹村よしひこ
- 冒険王
  - 1976年10月号 - 1977年10月号 / 作画 - 小山田つとむ